# St. Peter (Düsseldorf)

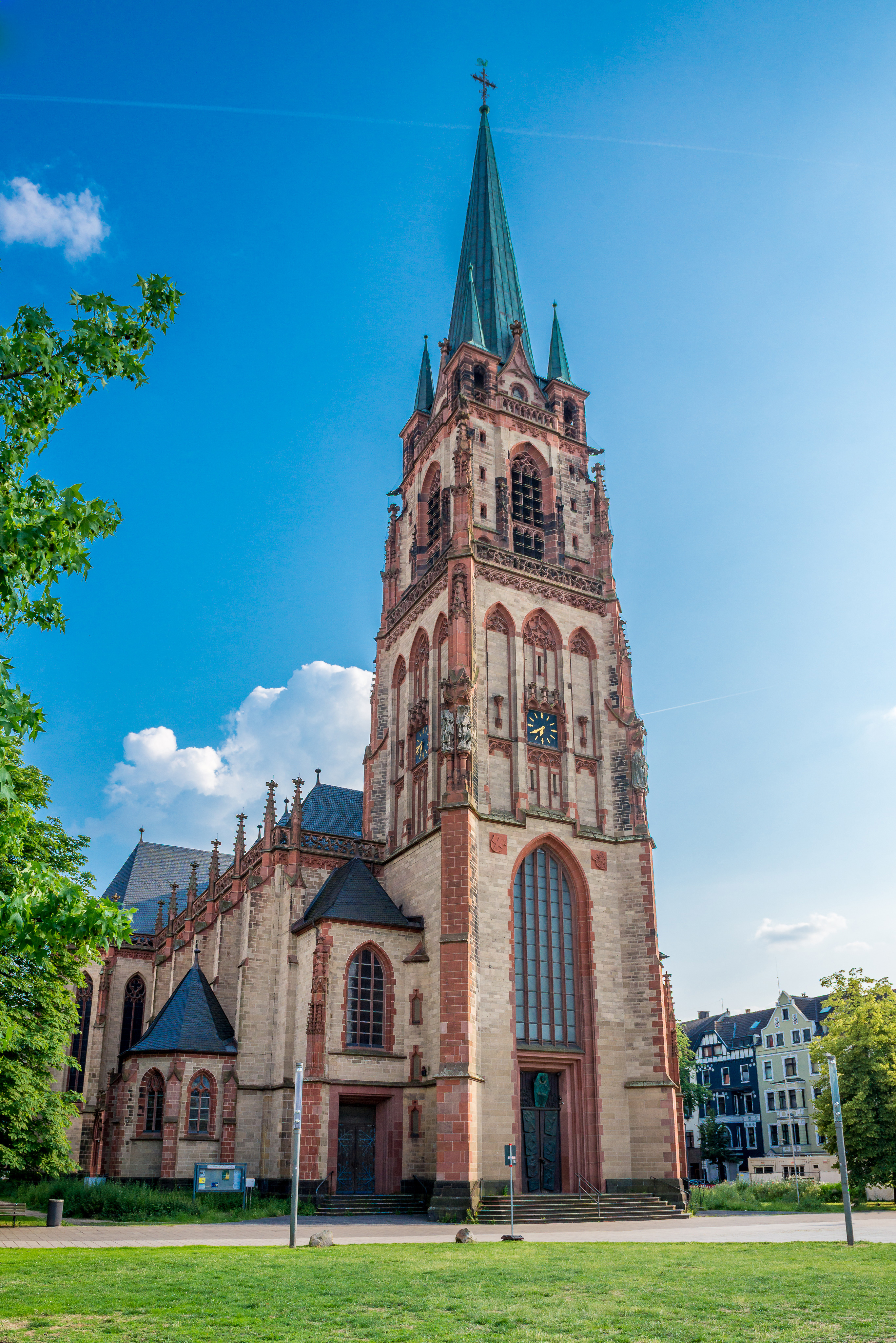
St. Peter Düsseldorf

Die neugotische katholische Pfarrkirche St. Peter in Düsseldorf-Unterbilk auf dem Kirchplatz wurde nach Entwürfen des Architekten Caspar Clemens Pickel erbaut und 1898 geweiht. Sie gehört zu den größten Kirchen der Landeshauptstadt Düsseldorf. Die gleichnamige Pfarrei gehört zum Seelsorgebereich Unter- und Oberbilk, Friedrichstadt und Eller-West im Erzbistum Köln.

## Geschichte
Das Gelände der Friedrichstadt wurde bis ins 19. Jahrhundert landwirtschaftlich genutzt, bevor es besiedelt wurde. Durch Feldwege war es mit Oberbilk und Bilk verbunden, so dass die erst wenigen Bewohner meist in der Pfarre St. Martin in Bilk ihre geistliche Heimat fanden. Die in der zweiten Hälfte des 19. Jahrhunderts stetig und stark zunehmende Bevölkerung machte einen Ausbau des heutigen Friedrichstädter Geländes dringend nötig und eine neue Pfarreinteilung erforderlich, wobei letztere jedoch während des Kulturkampfes auf sich warten ließ.
In den 1860er Jahren hatte sich die Genossenschaft der Armen Dienstmägde Jesu Christi in der Friedrichstadt angesiedelt, in deren Kapelle die Bevölkerung am Gottesdienst teilnehmen konnte. Pfarramtliche Akte mussten aber weiterhin im entlegenen Bilk vorgenommen werden. Gegen Ende des 19. Jahrhunderts gründete sich ein Kirchbauverein, der die Errichtung der Peterskirche vorantrieb.
Schließlich konnte 1889 innerhalb von 100 Tagen eine Notkirche errichtet werden, die am 8. Dezember 1890 übernommen wurde; die im März 1899 niedergelegte Notkirche stand auf dem Grundstück des heutigen Pfarrbüros an der Friedrichstraße.
Waren auch mit der am 14. März 1891 vollzogenen Errichtung einer eigenen Pfarrgemeinde und der Weihe der ab 1895 neu errichteten eigenen Pfarrkirche St. Peter am 2. Oktober 1898 auf dem sogenannten Kirchplatz zwei wichtige Ziele erreicht, so hielt der Bevölkerungszuzug unvermindert an. Eine 1900 vorgenommene Zählung erfasste im Pfarrbezirk 21.000 Katholiken. Wieder musste über eine Pfarrteilung nachgedacht werden, die dann mit der Weihe einer weiteren, dem Hl. Antonius geweihten Pfarrkirche im Juni 1909 erfolgte.
Die im Zweiten Weltkrieg teilweise zerstörte Kirche wurde „ab 1945 in verschiedenen Bauphasen bis 1981“ rekonstruiert.
Der Weltjugendtag 2005, der auch in Düsseldorf groß gefeiert wurde, setzte wichtige Impulse für das Gemeindeleben, das nach den Kirchenaustrittswellen, Gemeindezusammenlegungen und Sparzwängen in einer gewissen Resignation steckte. Der erneuerte Pfarrgemeinderat versucht seither, St. Peter auch als Gemeinde für eine junge Stadtbevölkerung zu etablieren.
Ende 2007 geriet St. Peter in die Schlagzeilen, weil im Rahmen des neuen Pastoralkonzeptes des Erzbistums Köln Pfr. Paul-Ludwig Spies die Gemeinde verlassen sollte. Im Jahr 2008 beauftragte Kardinal Meisner Pfarrer Ansgar Puff mit der Leitung des Seelsorgebereiches Düsseldorf Unter- und Oberbilk, Friedrichstadt und Eller-West. Seit Juli 2008 war er kanonischer Pfarrer der Kirchengemeinde St. Peter, bis er 2013 Weihbischof in Köln wurde.

### Brand

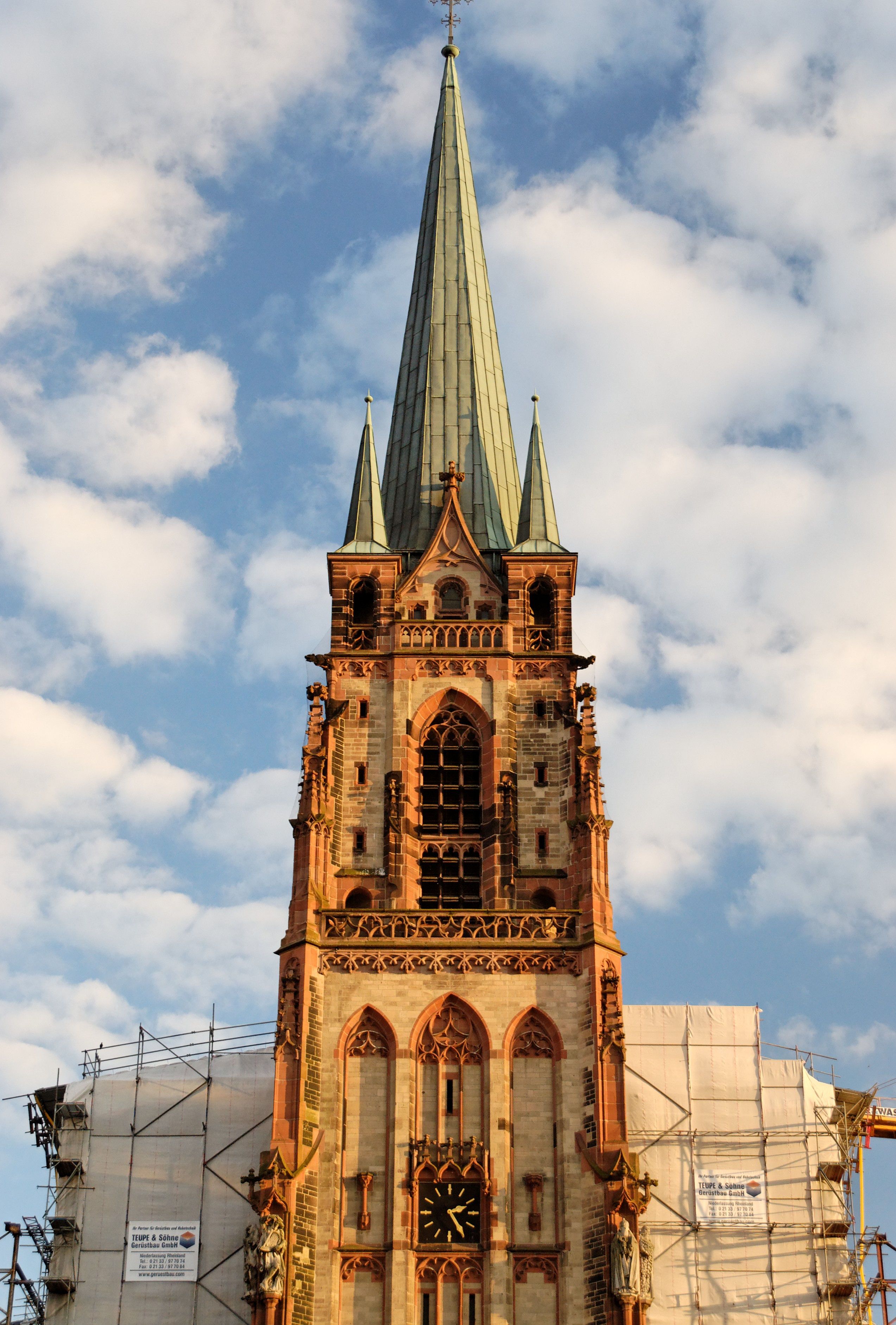
St. Peter im Mai 2008

Im Juni 2007 fand St. Peter bundesweit Beachtung durch einen Brand des Dachstuhls, der dabei völlig zerstört wurde. Nur der Turm blieb unversehrt.
Obwohl die Kirche und die erst sechs Jahre alte, über die Grenzen Düsseldorfs bekannte Göckel-Orgel schwer beschädigt wurden, ließ sich die Gemeinde nicht entmutigen und feierte ihr Patrozinium am 1. Juli unter großer Beteiligung und Mithilfe der Bevölkerung, der Vereine und Medien auf dem Kirchplatz als „große Festmesse des Dankes und der Zuversicht“. Am 18. Oktober 2009 feierten die Gemeindemitglieder die Festmesse zum 111. Jahrestag des Bestehens der Pfarrkirche zum ersten Mal nach dem Brand wieder im leeren Kirchenraum vor einem Bauzaun. Für viele war es nach dem Brand der erste Blick ins Kirchenschiff.
Am 20. Februar 2011 war die feierliche Wiedereröffnung von St. Peter. Außer dem Kirchendach und dem Innenanstrich wurden die Fenster im Langhaus nach Entwürfen von Jochem Poensgen erneuert. Hinzu kamen eine neue Altarinsel, neuer Fußboden im Eingangsbereich und moderne Beleuchtung.

## Baubeschreibung
Der ganze Kirchbau ist mit seinen vielen Türmen, Einzelgebäuden, Maßwerkgalerien und Gebäudevorsprüngen angelegt wie eine Stadtmauer und symbolisiert so die Himmlische Stadt, die sich auf die Erde herabgesenkt hat. Der Kirchenbau wurde im Krieg schwer zerstört, später aber wieder authentisch aufgebaut und restauriert, so dass sie im niederrheinischen Gebiet ihresgleichen sucht.

### Äußeres

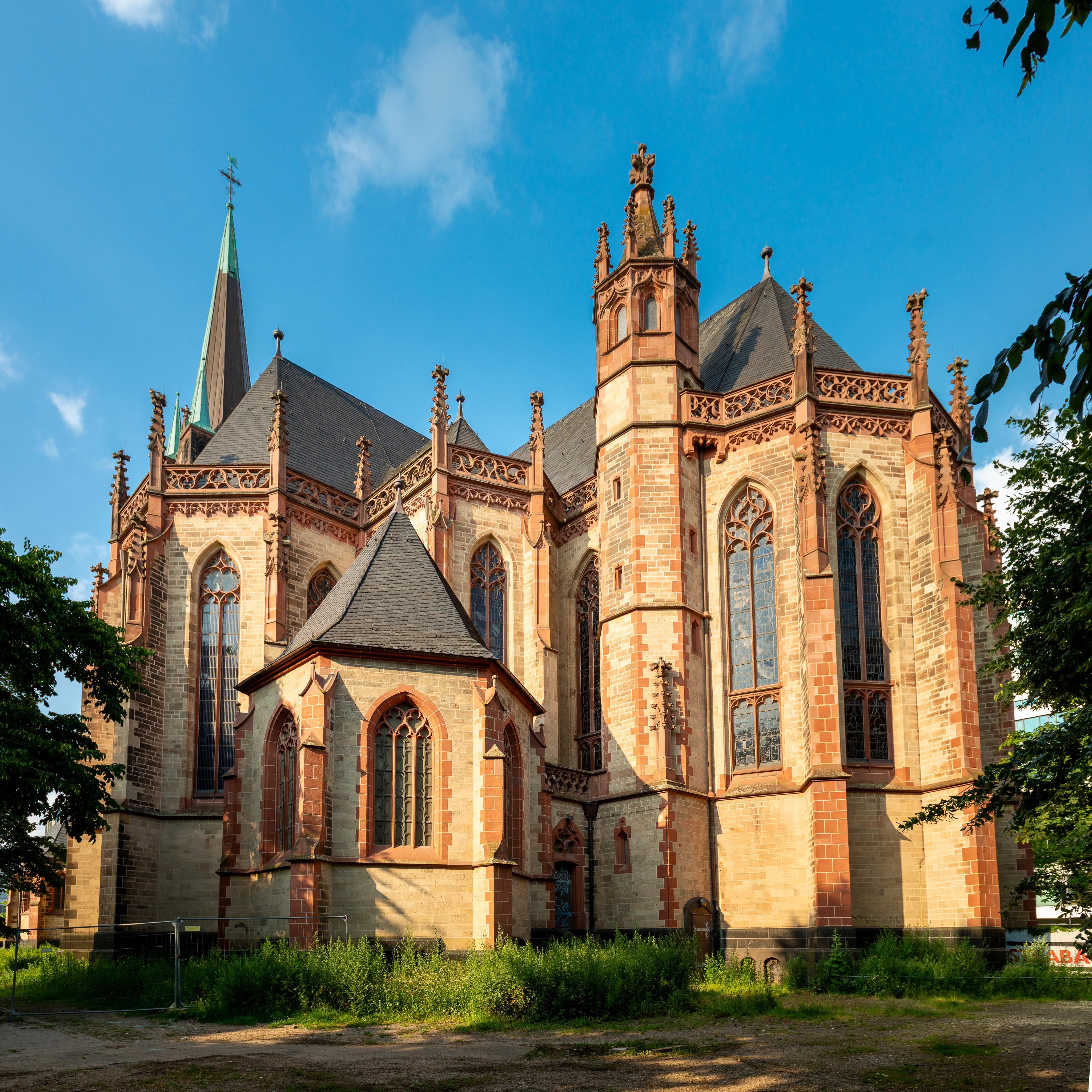
Rückseite

An der Nordseite befindet sich der 80 Meter hohe Nordturm, der von zwei quadratischen Eingangsbauten flankiert wird. Der Turm ist dreigeschossig und trägt einen Helm, der spitz zulaufend ist. Der Turmhelm wird an den vier Ecken durch vier kleinere Türmchen flankiert.
Der Turm und sein Turmhelm wurden im Krieg zerstört. Provisorisch wurde in den 1950er Jahren ein schlichtes Pyramidaldach auf den Turm gesetzt.
Oben am Turm stehen vier bedeutende Repräsentanten der Gottesstadt: Mose, David, Johannes der Täufer und Petrus wachen hier am Eingang als Garanten für die durch die ganze Geschichte des Gottesvolkes sich fortzeugende Glaubenstradition. Die Figuren wurden von Elmar Hillebrand (Mose), Karl Matthäus Winter (David), Klaus Balke (Johannes der Täufer) und Theo Heiermann (Petrus), gestaltet. Gleichzeitig betonen die verschiedenen Baukörper die Einheit in der Vielfalt. Mit ihrem 80 Meter hohen Turm überragt St. Peter alle umstehenden Gebäude und ist die Zier des neu gestalteten Kirchplatzes.
Der Architekt hat der Eingangsfassade drei Portale gegeben. Er übernahm damit das antike Motiv des Triumphbogens: dieser wird hier zum Triumphtor für die Gläubigen, die durch dieses Tor in die Himmlische Stadt einziehen.
Alle äußeren Flächen wurden mit Tuffquadern verblendet. Die Architekturglieder wurden mit rotem Pfälzer Sandstein gearbeitet.

### Inneres
St. Peter ist eine große, helle, neugotische, dreischiffige 71 Meter lange Hallenkirche, die nach Süden ausgerichtet ist.
Der Innenraum zeigt ein Mittelschiff, das 18 Meter hoch ist. Das Mittelschiff wird durch „hohe, spitzbogige Arkaden“ von den Seitenschiffen getrennt. Den Seitenschiffen schließen sich „niedrige polygonal ausgebildete Kapellen“ an.
Das Querschiff hat einen polygonalen Abschluss. Über der Vierung, wo sich das Mittel- mit dem Querschiff kreuzt, erhebt sich ein „schlanker Dachreiter“.
Der Chor bildet dem Grundriss nach ein „halbes Zehneck“. Um den Chor gruppieren sich die zweigeschossige Sakristei und die Taufkapelle. Der Chor wird von zwei Türmchen flankiert.
Die Vorlagen zu beiden Pfeilerkernseiten in Längsrichtung finden ihre Fortsetzung in den Scheidbögen der Joche. Beide zusammen „bilden optisch einen oktogonalen Pfeiler“. Am Gewölbeansatz befindliche runde Dienste werden in einem Kapitell zusammengefasst. Sie bereiten die Rippen des Sterngewölbes vor. Das Sterngewölbe im Lang- und Querhaus wurde von 1968 bis 1982 rekonstruiert.

### Ausstattung
Die Kirche birgt neben ihren traditionellen Altären und dem imposanten Bodenmosaik im Hochchor viele interessante Kunstwerke und Ausstattungsmerkmale wie z. B. die Epitaphe oder die Gewölbeschlusssteine mit den Symbolen der verschiedenen Berufsgruppen. Besonders sehenswert ist der prächtige Hochaltar mit Baldachin.
Entworfen und gebaut von Caspar Clemens Pickel, der auch große Teile der Innenausstattung entwarf, befindet sich unter der Kirche eine große Krypta, was für gotische Kirchen eher unüblich ist. Allerdings ist in der Krypta von St. Peter niemand begraben. Sie wurde gebaut, weil es nötig wurde, das Fundament sehr tief zu legen.
Der Kirchenbau hat moderne Fenster, die sich in ihrer Farbigkeit hervorragend in die Kirche einfügen. Sie stellen den Bund Gottes mit seinem Volk dar und repräsentieren von links gesehen die Vergangenheit (Mose, Noah), die Gegenwart (das Chaos und den auferstandenen, lebendigen Christus) und die Zukunft (die Offenbarung des Johannes). Die ursprünglichen Glasfenster stammen von Professor Alexander Linnemann aus Frankfurt, die Mosaike von seinem Sohn Professor Otto Linnemann.

### Orgel

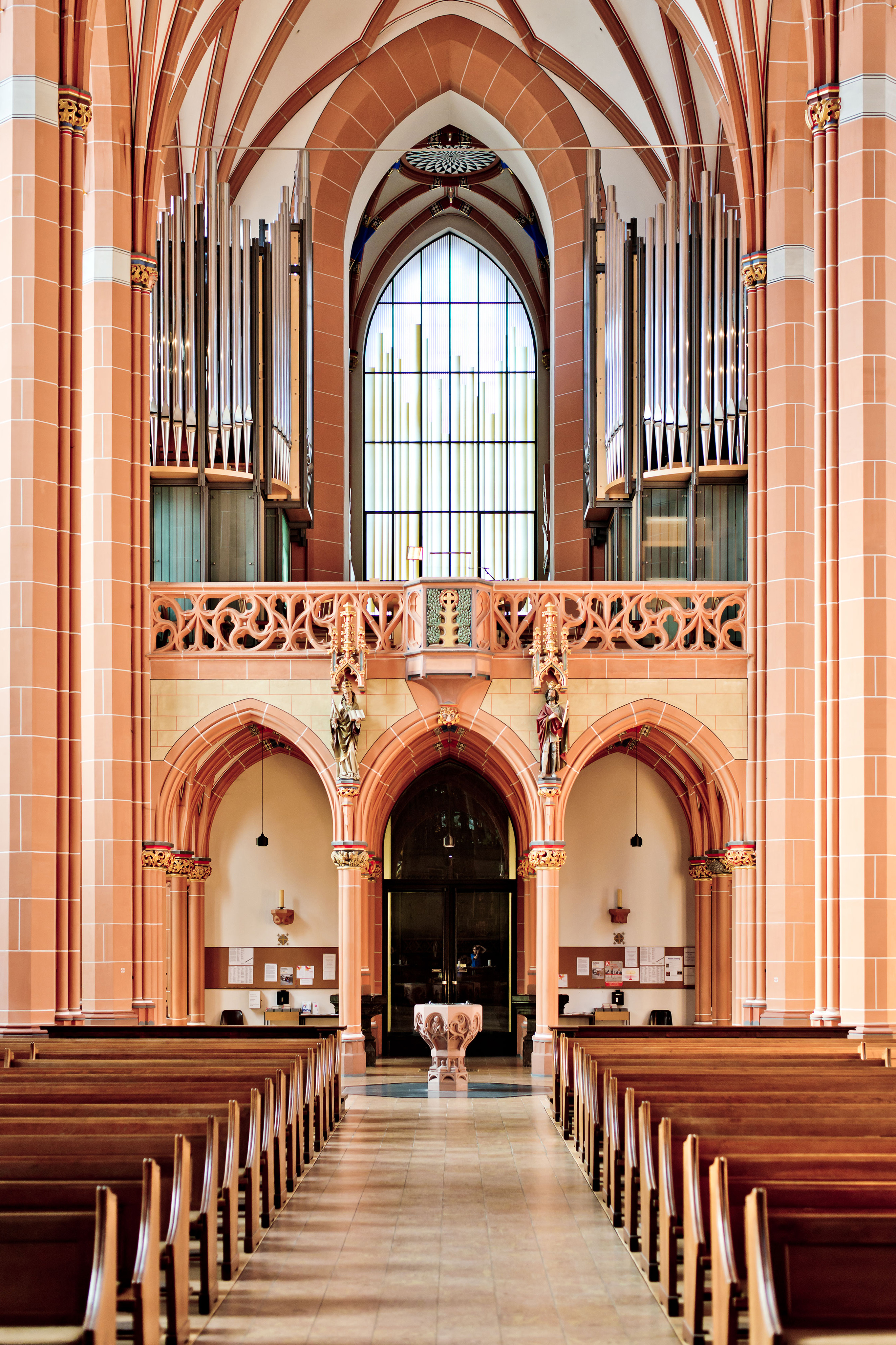
Göckel-Orgel von 2001 in St. Peter, Düsseldorf

Die Orgel wurde 2001 von Karl Göckel (Heidelberg) gebaut. Sie wurde im symphonisch-französischen Stil eingerichtet. Vorbild war die große Orgel von St. Clotilde in Paris.
Bei der Brandkatastrophe ist das Instrument zwar nicht zerstört worden, hat aber bei den Löscharbeiten Schaden genommen. Während der Löscharbeiten drang aus den Öffnungen für die Lichtleitungen über dem Orgelgehäuse Wasser in das Gehäuse und direkt in das Pfeifenwerk, die Windladen, die Trakturen und die Spielmechanik. Das Instrument musste größtenteils abgebaut und restauriert werden.
Die Orgel hat 57 Register auf drei Manualen und Pedal mit folgender Disposition:
| I Grand Orgue C–c4 |                      |     |
| 1.                 | Bourdon              | 16′ |
| 2.                 | Flûte                | 16′ |
| 3.                 | Montre               | 8′  |
| 4.                 | Bourdon              | 8′  |
| 5.                 | Flûte harmonique     | 8′  |
| 6.                 | Violoncelle          | 8′  |
| 7.                 | Prestant             | 4′  |
| 8.                 | Flûte                | 4′  |
| 9.                 | Doublette            | 2′  |
| 10.                | Cornet V             | 8′  |
| 11.                | Grande fourniture II |     |
| 12.                | Fourniture V         |     |
| 13.                | Cymbale IV           |     |
| 14.                | Bombarde             | 16′ |
| 15.                | Trompette            | 8′  |
| 16.                | Clairon              | 4′  |

| II Positif expressif C–c4 |             |        |
| 17.                       | Principal   | 8′     |
| 18.                       | Cor de nuit | 8′     |
| 19.                       | Salicional  | 8′     |
| 20.                       | Unda maris  | 8′     |
| 21.                       | Prestant    | 4′     |
| 22.                       | Flûte douce | 4′     |
| 23.                       | Quinte      | 2 ⁄3′  |
| 24.                       | Doublette   | 2′     |
| 25.                       | Tierce      | 1 3⁄5′ |
| 26.                       | Larigot     | 1 ⁄3′  |
| 27.                       | Plein-jeu V |        |
| 28.                       | Trompette   | 8′     |
| 29.                       | Cromorne    | 8′     |
| 30.                       | Clairon     | 4′     |
|                           | Tremblant   |        |

| III Récit expressif C–c4 |                      |        |
| 31.                      | Corno dolce          | 16′    |
| 32.                      | Flûte traversière    | 8′     |
| 33.                      | Bourdon              | 8′     |
| 34.                      | Viole de Gambe       | 8′     |
| 35.                      | Voix céleste         | 8′     |
| 36.                      | Flûte octaviante     | 4′     |
| 37.                      | Nasard harmonique    | 2 ⁄3′  |
| 38.                      | Octavin              | 2′     |
| 39.                      | Tierce harmonique    | 1 3⁄5′ |
| 40.                      | Piccolo harmonique   | 1′     |
| 41.                      | Tuba magna           | 16′    |
| 42.                      | Trompette harmonique | 8′     |
| 43.                      | Clairon harmonique   | 4′     |
| 44.                      | Basson et Hautbois   | 8′     |
| 45.                      | Voix humaine         | 8′     |
|                          | Tremblant            |        |

| Chamaden C–c4 Frei ankoppelbar |                |    |   |
| 46.                            | Tuba mirabilis | 8′ | v |
| 47.                            | Cor harmonique | 4′ | v |

| Pédale C–c4 |              |     |
| 48.         | Flûte        | 32′ |
| 49.         | Flûte        | 16′ |
| 50.         | Contrebasse  | 16′ |
| 51.         | Soubasse     | 16′ |
| 52.         | Grosse flûte | 8′  |
| 53.         | Violoncelle  | 8′  |
| 54.         | Bourdon      | 8′  |
| 55.         | Flûte        | 4′  |
| 56.         | Bombarde     | 32′ |
| 57.         | Bombarde     | 16′ |
| 58.         | Trompette    | 8′  |
| 59.         | Clairon      | 4′  |

- Koppeln:
  - Normalkoppeln: I/P, II/P, III/P, II/I, III/I, III/II.
  - Subkoppeln: III/III, II/II, I/I, III/I, II/I.
  - Superkoppeln: III/III, II/II, I/I, III/I, II/I, III/P.
- Anmerkung*

v = Vakant

## Abbildungen

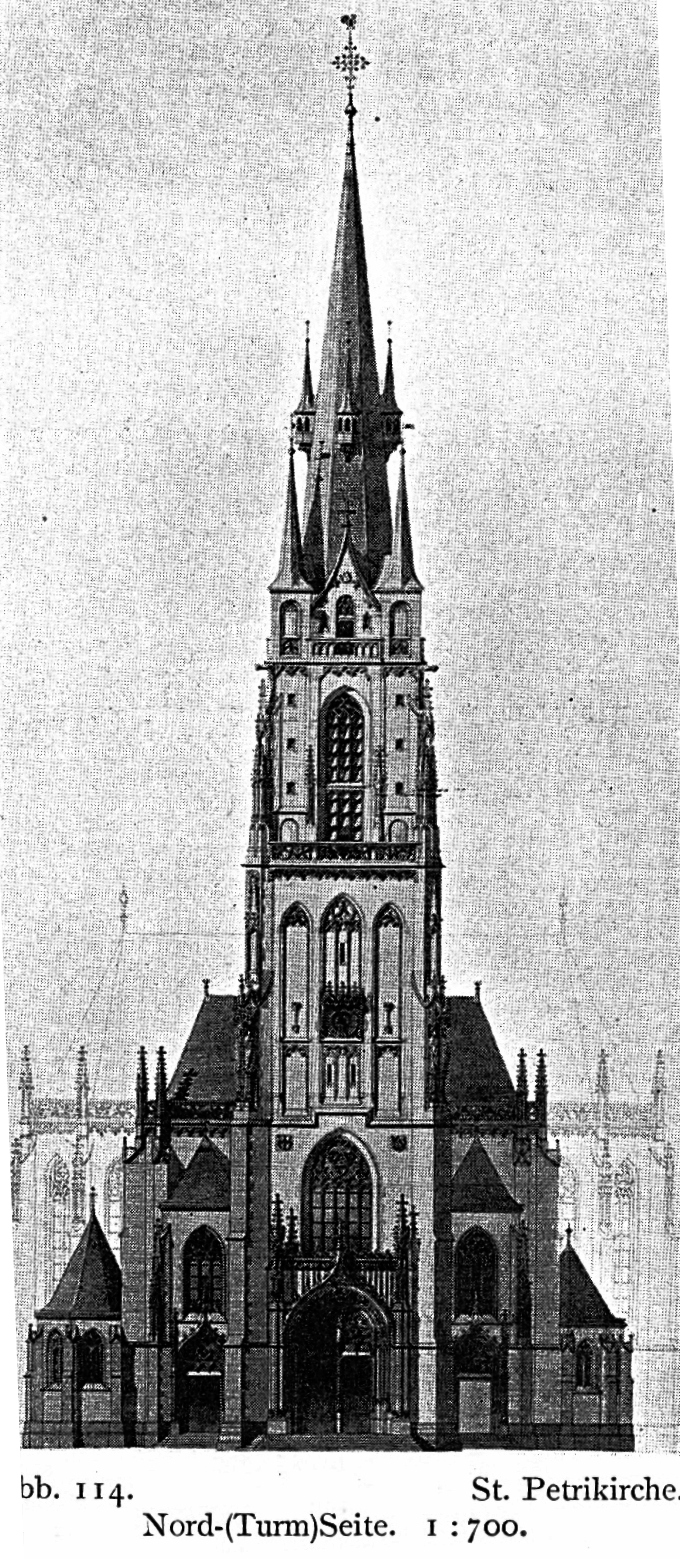
St. Peter, Vorderansicht, 1904
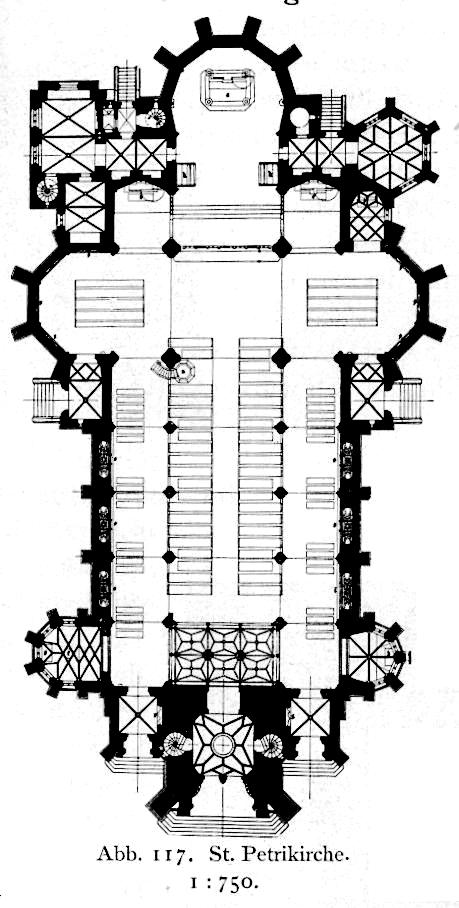
St. Peter, Grundriss, 1904
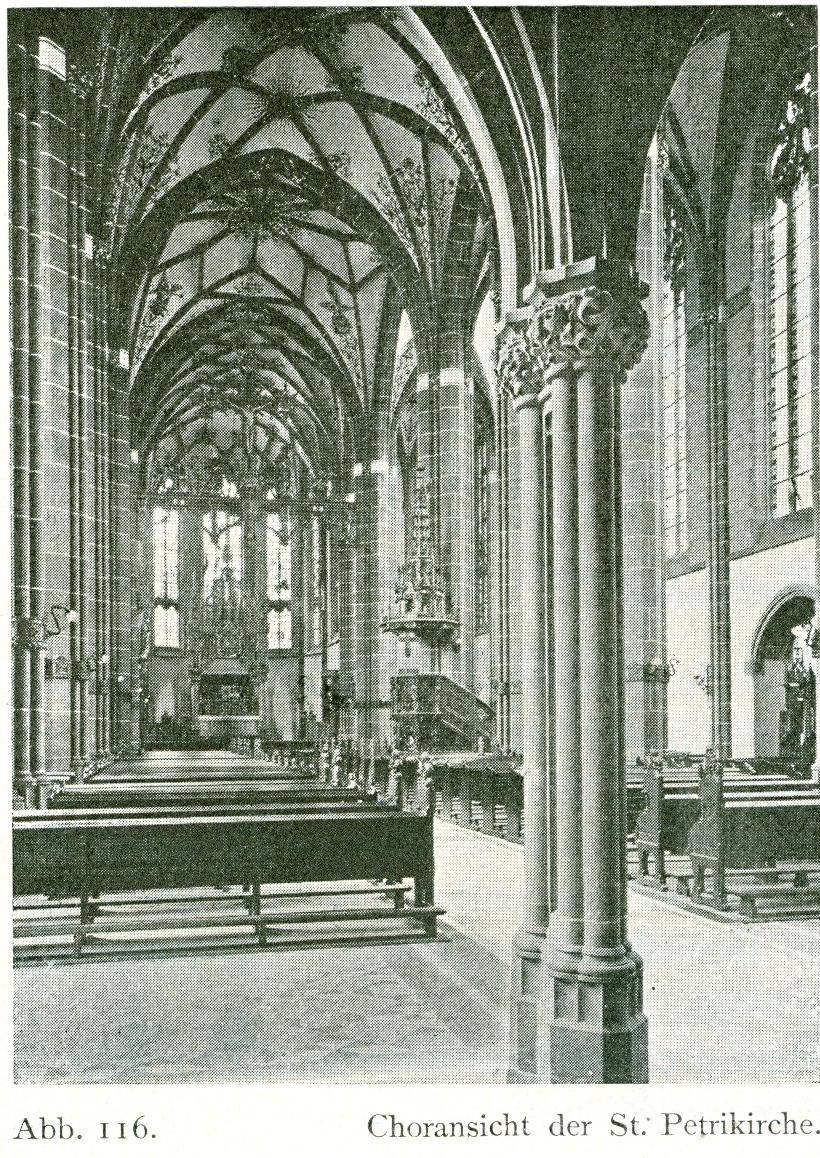
St. Peter, Choransicht innen, 1904
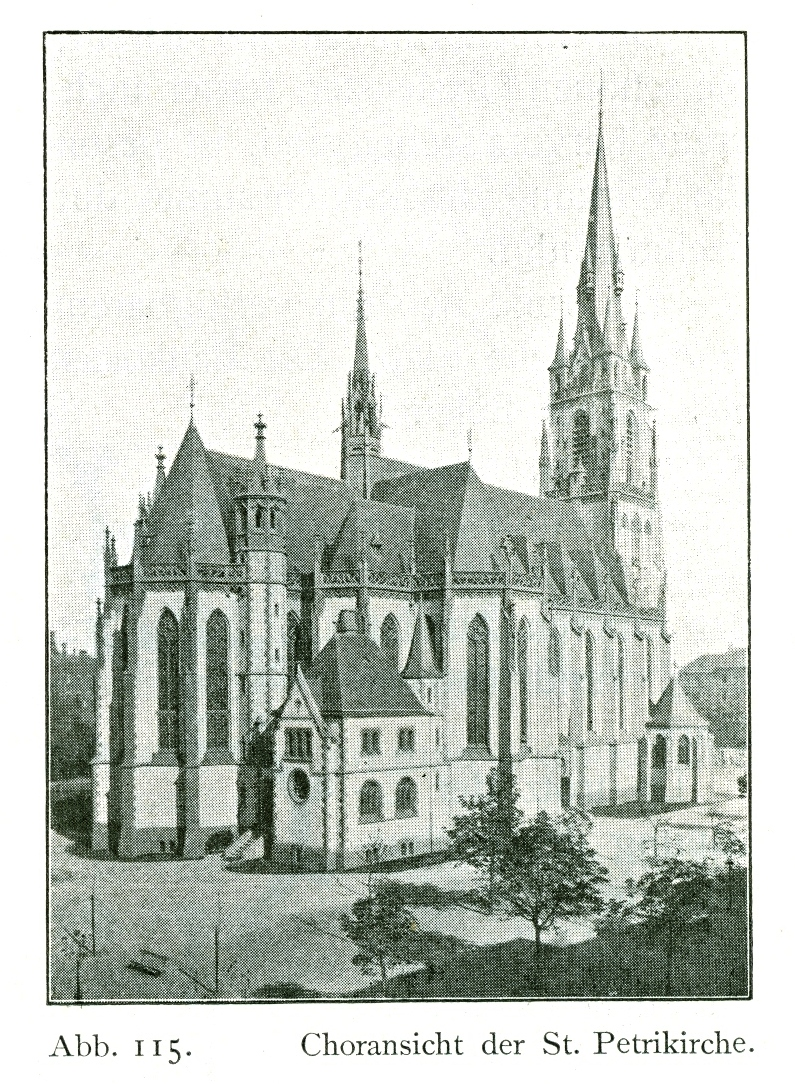
St. Peter, Choransicht außen, 1904
St. Peter mit behelfsmäßiger Turmspitze, 1957